# Karel Krautgartner
Karel Krautgartner (Mikulov, 1922. július 20. – Köln, 1982. szeptember 20.) csehszlovák klasszikus- és könnyűzenész. Klarinétos, szaxofonos, hangszerelő, zeneszerző, karmester, tanár.

## Pályakép
Krautgartner a morvaországi Mikulovban született egy postamester családjában. 1930-ban kezdett zongorázni. 1935-ben, miután Brnoba költözött.
Krautgartner elsősorban a rádiózás és a dzsessz iránt érdeklődött. Klarinétozni Stanislav Krtičkatól tanult. Fúvós tudását később kölni és düsseldorfi egyetemek oktatójaként kamatoztatta.
1936-ban Krautgartner megalapította a „Quick Band” diákzenekart. 1942-ben aláírta első profi szerződését a brnoi Gustav Brom zenekarának szaxofonosaként. 1943-ban létrehozta a Dixie Clubot és hangszerelni elkezdett Benny Goodman és Glenn Miller stílusban. 1945-55 között a Dixie Club magja fokozatosan Prágába költözött, és a Karel Vlach zenekar tagjai lettek.
Krautgartner jelentős pozíciót szerzett a szaxofonszekció vezetőjeként, és saját szerzeményeivel kezdett közreműködni. 1956-ban együtt Karel Velebnývel  megalapította a Karel Krautgartner Quintettet. Az együttes különböző felállásokban játszott modern dzsesszt, swinget, dixielandet és népszerű énekeseket kísért.
1958-tól 1960-ig fellépett az All star zenekarral és a Studio 5-tel.  Krautgartner 1960-68 között a Csehszlovák Rádió Tánczenekarának vezetője lett.
Csehszlovákia szovjet megszállása után 1968-ban Ausztriába emigrált, és az ORF Big band vezető karmestere lett. Később a németországi Kölnbe költözött. 1982-ben halt meg Németországban.

## Albumok

### Dzsessz
- Případ ještě nekončí CD. Prague, RADIOSERVIS. FR 0131-2
- Karel Krautgartner a Jazzový orchestr Čs. rozhlasu CD. Prague, RADIOSERVIS. FR 0132-2
- Docela všední, obyčejný den CD. Prague, RADIOSERVIS. FR 0179-2
- Jazz kolem Karla Krautgartnera LP. (Supraphon, 1965)

### Klasszikus
- Igor Stravinsky: L' Histoire du Soldat, Octet for Winds, Symphony for Winds, Ebony Concerto... CD. Supraphon SU 3168-2 911, 1999.
- Alekszandr Konsztantyinovics Glazunov: Saxophone Concerto. CD. Supraphon Archive SU 3968-2, 2009.

## Fordítás
Ez a szócikk részben vagy egészben  a   Karel Krautgartner című angol Wikipédia-szócikk ezen változatának fordításán alapul.  Az eredeti cikk szerkesztőit annak laptörténete sorolja fel. Ez a jelzés csupán a megfogalmazás eredetét és a szerzői jogokat jelzi, nem szolgál a cikkben szereplő információk forrásmegjelöléseként.